# Награда Драинац
Награда Драинац је српска књижевна награда за поезију, именована у спомен Радета Драинца, коју додељује Народна библиотека Раде Драинац из Прокупља у оквиру манифестације Драинчеви књижевни сусрети.

## О награди
Награда се додељује за најбољу књигу песама објављену на српском језику у прошлој години или за укупно песничко стваралаштво. Од 1978. до 1986. додељивана је младим песницима за рукопис прве збирке песама, а од 1986. познатим песницима за књигу песама објављену у прошлој години или за укупно песничко стваралаштво. Награда се састоји од бронзане статуете Рада Драинца, рад академског вајара Драгана Дробњака, и новчаног износа. Додељује се у Прокупљу, на манифестацији „Драинчеви књижевни сусрети”.

## Добитници

#### Од 1967. до 1980.
- 1967 — Вито Марковић, за збирку песама Над понором.[1]
- 1968 — Бранислав Петровић, за збирку песама Градилиште.[1]
- 1969 — Радомир Андрић, за збирку песама Вечерњи крчаг.[1]
- 1970–1974 — није додељивана из политичких разлога.[1]
- 1975 — Србољуб Митић, за песнички опус.
- 1976 — Густав Крклец, за животно дело.
- 1977 — Бошко Ивков, за циклус песама.
- 1978 — Живана Дамњановић, за рукопис збирке песама Бекства.
- 1979 — Биљана Лончар, за рукопис збирке песама Непресахле воде.
- 1980 — Јосип Михалковић, за рукопис збирке песама Око које копа.

#### Од 1981. до 1990.
- 1981 — Слободан Жикић, за рукопис збирке песама Непогоде.
- 1982 — Русомир Арсић, за рукопис збирке песама Тренутак пред светом.
- 1983 — Александар Пејовић, за есеј поводом 40 година од смрти „Пледоаје за Драинчеву приповедачку прозу”.
- 1984 — Стеван Наумовић, за рукопис збирке песама Баштина.
- 1985 — Милисав Крсмановић, за рукопис збирке песама Тврде зоре (објављена под насловом Крсмановина).
- 1986 — Миодраг Павловић, за збирку песама Следства.
- 1987 — Мирослав Максимовић, за збирку песама Сонети о животним радостима и животним тешкоћама.
- 1988 — Ранко Јововић, за збирку песама Земља за укоп.
- 1989 — Радослав Војводић, за збирку песама Двојник из Кнез-Михаилове.
- 1990 — Весна Парун, за збирку песама Касфалпирова земља.

#### Од 1991. до 2000.
- 1991 — Слободан Ракитић, за збирку песама Тапије у пламену.
- 1992 — Станоје Макрагић, за збирку песама Дрво живота.
- 1993 — Драган Драгојловић, за збирку песама Књига љубави.
- 1994 — Злата Коцић, за збирку песама Ребро.
- 1995 — Танасије Младеновић, за укупно песничко дело.
- 1996 — Стеван Раичковић, за укупно песничко дело.
- 1997 — Божидар Шујица, за укупно песничко дело.
- 1998 — Ђоко Стојчић, за збирку песама Биране речи.
- 1999 — Матија Бећковић, за збирку песама Од-До.
- 2000 — Зоран Богнар, за збирку песама Нови човек и Слободан Стојадиновић, за збирку песама Бројање до један.

#### Од 2001. до 2010.
- 2001 — Предраг Чудић, за сатиричну поезију и Мирослав – Цера Михаиловић, за дијалекатску поезију.
- 2002 — Алек Вукадиновић, за збирку песама Ноћна трилогија.
- 2003 — Владимир Јагличић, за збирку песама Немој да ме зовеш.
- 2004 — Радосав Стојановић, за збирку песама Нетремице.[2]
- 2005 — Братислав Р. Милановић, за збирку песама Силазак.
- 2006 — Зоран Милић, за збирку песама Жрвањ у нигдини.
- 2007 — Крстивоје Илић, за збирку песама Порекло сонета.
- 2008 — Љубомир Симовић, за збирку песама Гост из облака.[3]
- 2009 — Зоран Вучић, за збирку песама Стари и нови стихови.
- 2010 — Александар Лукић, за збирку песама Не спомињи ђавола.

#### Од 2011. до 2020.
- 2011 — Иван Негришорац, за збирку песама Светилник.
- 2012 — Андреј Јелић Мариоков, за збирку песама Раскућени стихови.
- 2013 — Миљурко Вукадиновић, за збирку песама Шкр gut: спев о летењу и паду.[4]
- 2014 — Милош Јанковић, за збирке песама Опсенарник и Мелемник.[5]
- 2015 — Живорад Недељковић, за збирку песама Улазак.[6]
- 2016 — Гордана Ђилас, за збирку песама Север, удаљен звук.[7]
- 2017 — Милован Данојлић, за збирку песама Животи, животи.[8]
- 2018 — Власта Младеновић, за збирку песама Локалитет и свет шаркаменских рима.[9]
- 2019 — Милосав Тешић, за збирку песама Калопера Пера.[10]
- 2020 — Тања Крагујевић, за збирку песама Extravaganza.[11]

#### Од 2021. до 2030.
- 2021 — Верољуб Вукашиновић, за песничку књигу Тилић.[12]
- 2022 — Мирослав Алексић, за збирку поезије Кафкино матурско одело.[13][14]
- 2023 — Славомир Гвозденовић, за збирку песама Дисање на псеће шкрге.[15]
- 2024 — Дејан Алексић, за збирку песама Одавде се види.[16]